# Каскадёры (фильм, 2024)
«Каскадёры» (англ. The Fall Guy) — американский комедийный боевик режиссёра Дэвида Литча и сценариста Дру Пирса. Киноадаптация одноимённого телесериала Глена А. Ларсона 1980-х годов. Главные роли в фильме исполнили Райан Гослинг и Эмили Блант. 12 марта 2024 года состоялся премьерный показ фильма на кинофестивале South by Southwest, а 3 мая 2024 года фильм вышел в широкий прокат в США.

## Сюжет
Голливудский каскадер Кольт Сиверс, который в основном работает дублером у знаменитого актера Тома Райдера, получает серьезную травму во время неудачного трюка. Виня себя, Кольт бросает карьеру и свою подругу, оператора Джоди Морено.
Восемнадцать месяцев спустя с Кольтом, который теперь работает парковщиком в небольшом мексиканском ресторане, связывается кинопродюсер Тома Гейл Майер. Она рассказывает, что Джоди, пробующая себя в роли режиссера, сейчас снимает в Сиднее, Австралия свой первый фильм, научно-фантастическую эпопею «Металлический шторм» с Томом Райдером в главной роли и просит Сиверса присоединиться к съемкам.
Кольт прибывает на съемочную площадку и выясняет, что Джоди никогда не спрашивала о нем и все еще в ярости из-за их разрыва. Гейл рассказывает, что Том исчез после того, как связался с представителями местного криминала, и она хочет, чтобы Кольт нашел его до того, как его отсутствие приведет к отмене фильма.
Не желая портить режиссерский дебют Джоди, Кольт исследует дом Тома и его последние передвижения и попадает в несколько ожесточенных стычек. В гостиничном номере, который Том тайно снял, Кольт находит мертвое тело в ванне (на самом деле, это новый каскадер Тома Райдера Генри), полной льда, но когда он возвращается с полицией, тела уже нет. Тем временем производство фильма продолжается, и Кольт с Джоди начинают восстанавливать отношения, пока Гейл внезапно не сообщает Кольту, что он уволен, и не дает ему билет обратно в Соединенные Штаты. Вместо этого Кольт продолжает поиски Тома, разыскивая его помощницу Альму Милан. На них обоих нападают головорезы, которые ищут у Альмы телефон Тома, и Кольт побеждает их после продолжительной погони по Сиднею.
Кольт и его друг Дэн Такер, координатор трюков в «Металлическом шторме», разблокировав телефон в квартире Тома, смотрят видео, на котором пьяный Том случайно убивает своего нового каскадера Генри. На Кольта и Дэна нападают головорезы, и телефон случайно разбивается. Дэн убегает, но Кольт попадает в плен и оказывается лицом к лицу с Томом, который прятался на яхте по указанию Гейл. Том рассказывает, что Гейл обвинит Кольта в совершении преступления, используя технологию Deep Fake, чтобы заменить лицо Тома на видео лицом Кольта, а телефон был последней уликой против Тома. Он также показывает, что специально подстроил «несчастные случаи» с Кольтом и Генри из-за своей нарциссической ревности. В то же время обнаруживается мертвое тело Генри и в новостях появляется смонтированное видео вместе с другими косвенными доказательствами, в то время как Гейл пытается убедить Джоди, что Кольт виновен. Кольт убегает и считается погибшим после погони на лодке, хотя на самом деле он уплыл в безопасное место.
На следующий день Том приезжает на съемочную площадку «Металлического шторма» со своими головорезами, и съемки продолжаются. Кольт также тайно возвращается на съемочную площадку и убеждает Джоди в своей невиновности. Вместе они обманом заставляют Тома принять участие в трюковой серии, пугая его, чтобы он признался в записывающий микрофон, в то время как остальная команда во главе с Дэном сдерживает его головорезов. Гейл крадет запись и пытается сбежать на вертолете, но Джоди помогает Кольту запрыгнуть в вертолет в воздухе, где он забирает запись и падает на коврик, приготовленный Дэном. Затем пара была задержана полицией (камео актеров оригинального сериала «Каскадеры» Ли Мейджорса и Хизер Томас), но Том пытается сбежать и позвонить по мобильному телефону, стоя на пирокинетической взрывчатке, в результате чего взрывчатка активируется, и Том подрывается на ней.
Премьера «Металлического шторма», уже с Джейсоном Момоа в главной роли, с большим успехом состоялась на Comic Con в Сан-Диего. Кольт оправдан, и они с Джоди снова вместе. Финальные титры воспроизводятся после монтажа закулисных кадров реальной каскадерской работы, задействованной в создании фильма.

## В ролях
- Райан Гослинг — Кольт Сиверс, каскадёр
- Эмили Блант — Джоди Морено, бывшая девушка Кольта, оператор, режиссёр своего первого фильма
- Уинстон Дьюк —  Дэн Такер, лучший друг Кольта, постановщик трюков
- Аарон Тейлор-Джонсон — Том Райдер, кинозвезда, главный герой фильма Джоди
- Ханна Уэддингем — Гейл Майер, продюсер фильма Джоди
- Стефани Сюй — Альма Милан, личный помощник Тома Райдера
- Тереза Палмер — Игги Стар, девушка Тома Райдера
- Ли Мейджорс — офицер полиции, камео
- Хизер Томас — офицер полиции, камео
- Джейсон Момоа — в роли самого себя, камео

## Производство
В сентябре 2020 года появилась информация, что Дэвид Литч и Райан Гослинг совместно работают над неким «фильмом о каскадёрах» для компании Universal Pictures. В мае 2022 года стало известно, что данный проект станет римейком телесериала «Каскадёры» 1980-х годов.
Производством фильма занялись компании Universal Pictures, 87North Productions и Entertainment 360, его продюсерами стали Дэвид Литч, Райан Гослинг, Глен А. Ларсон, Келли Маккормик, Гаймон Кэсади, Дру Пирс и Джефф Шевиц. Сценаристом фильма стал Дру Пирс. В сентябре 2022 года на одну из главных ролей была утверждена Эмили Блант.
Съёмки фильма начались в октябре 2022 года в Сиднее (Австралия) и завершились 2 марта 2023 года.

## Премьера
12 марта 2024 года состоялся премьерный показ фильма на кинофестивале South by Southwest, а 3 мая 2024 года фильм вышел в широкий прокат в США. Ранее планировалось выпустить его 1 марта 2024 года.

## Восприятие
На сайте-агрегаторе Rotten Tomatoes рейтинг фильма составляет 81 % на основании 346 рецензий критиков со средней оценкой 6,9 балла из 10. Консенсус критиков сформулирован так: «Сочетая в себе черты боевика, комедии, романтики и пару изумительно подобранных звёзд, „Каскадёры“ могут стать редким мейнстримным фильмом, который может развлечь каждого».
На сайте-агрегаторе Metacritic рейтинг фильма составляет 73 балла из 100 возможных на основании 55 рецензий критиков, что соответствует «в целом положительным» отзывам.